# Liste des lignes de bus de Sète
 Le réseau de bus de Sète Agglopôle Méditerranée couvre les 14 communes de la communauté d'agglomération. Il est composé de 21 lignes de bus régulières dont 7 internes à Sète et de 3 lignes saisonnières (1 hivernale et 2 estivale).
Le réseau s’articule en étoile autour de la gare de Sète.
Le réseau dessert les 14 communes qui composent Sète Agglopôle Méditerranée.

## Lignes du réseau

### Lignes internes à Sète
|  | ↓ |   | ↑ |  | Arrêt             |  | Correspondances                    |
|  | - | - | - |  | ----------------- |  | ---------------------------------- |
|  | ■ | ■ | ■ |  | Jean Moulin       |  |                                    |
|  | • |   |   |  | Saint-Nicolas     |  |                                    |
|  | • |   |   |  | Le Barrou         |  |                                    |
|  | • |   |   |  | Les Cormorans     |  |                                    |
|  | • |   |   |  | Les Mésanges      |  |                                    |
|  | • | • | • |  | Le Fort des Crans |  |                                    |
|  | • | • | • |  | Le Gangui         |  |                                    |
|  |   |   | • |  | Centre Malraux    |  |                                    |
|  | • | • | • |  | Île de Thau       |  | 2 3                                |
|  |   | • |   |  | Val Fleury        |  | 2 3                                |
|  |   | • |   |  | Hôpital           |  | 2 3 7                              |
|  |   | • |   |  | Les Métairies     |  | 2                                  |
|  |   | • |   |  | Saint-Roch        |  |                                    |
|  |   | • |   |  | Pins Soleil       |  |                                    |
|  |   | • |   |  | Jules César       |  |                                    |
|  |   | • |   |  | Centre aéré       |  | 4                                  |
|  |   | • |   |  | Château Vert      |  | 4                                  |
|  | • | • | • |  | Usine à Eaux      |  |                                    |
|  | • |   |   |  | Montmorency       |  |                                    |
|  | • |   |   |  | Médiathèque       |  |                                    |
|  | • |   |   |  | Pont Virla        |  | 2 3 4 7 8 10 13 915                |
|  | • |   |   |  | Noël Guignon      |  | 2 7 10 11 13 915 602659            |
|  | • |   |   |  | Quai Pasteur      |  | 2 3 10 13 22 915                   |
|  |   |   | • |  | La Caraussane     |  |                                    |
|  |   |   | • |  | Foyer Barbusse    |  |                                    |
|  |   |   | • |  | Médiathèque       |  |                                    |
|  |   |   | • |  | Pont Virla        |  | 2 3 4 7 8 10 13 915                |
|  | • | • | • |  | Pont de Pierre    |  | 2 3 10 13 20 21 22 23 915 659      |
|  |   | • |   |  | Théâtre Molière   |  | 2 3 10 13 20 21 22 23 915 659      |
|  |   | ■ |   |  | Gare SNCF         |  | 2 3 8 10 12 13 20 21 22 23 915 659 |

|  | ↓ |   | ↑ |  | Arrêt             |  | Commune | Correspondances                    |
|  | - | - | - |  | ----------------- |  | ------- | ---------------------------------- |
|  |   | ■ |   |  | Centre Malraux    |  | Sète    | 1 3                                |
|  |   | • |   |  | Île de Thau       |  | Sète    | 1 3                                |
|  |   | • |   |  | Val Fleury        |  | Sète    | 1 3                                |
|  |   | • |   |  | Hôpital           |  | Sète    | 1 3 7                              |
|  |   | • |   |  | Les Métairies     |  | Sète    | 1                                  |
|  |   | • |   |  | Ferdinand Buisson |  | Sète    | 7                                  |
|  |   | • |   |  | Charles De Gaulle |  | Sète    | 7                                  |
|  |   | • |   |  | Spinoza           |  | Sète    | 7                                  |
|  |   | • |   |  | Saint-Michel      |  | Sète    | 7                                  |
|  |   | • |   |  | Jardin des Fleurs |  | Sète    | 7                                  |
|  |   | • |   |  | Sadi Carnot       |  | Sète    | 7                                  |
|  |   | • |   |  | Pointe Courte     |  | Sète    |                                    |
|  |   | • |   |  | Gare SNCF         |  | Sète    | 1 3 8 10 12 13 20 21 22 23 915 659 |
|  |   | • |   |  | Théâtre Molière   |  | Sète    | 1 3 10 13 20 21 22 23 915 659      |
|  | • | • | • |  | Pont de Pierre    |  | Sète    | 1 3 10 13 20 21 22 23 915 659      |
|  | • |   |   |  | Pont Virla        |  | Sète    | 1 3 4 7 8 10 13 830f4a             |
|  |   |   | • |  | Quai Pasteur      |  | Sète    | 1 3 10 13 22 915                   |
|  | ■ | ■ | ■ |  | Noël Guignon      |  | Sète    | 1 7 10 11 13 915 602659            |

|  | ↓ |   | ↑ |  | Arrêt                   |  | Commune | Correspondances                    |
|  | - | - | - |  | ----------------------- |  | ------- | ---------------------------------- |
|  |   | ■ |   |  | Centre Malraux          |  | Sète    | 1 2                                |
|  |   | • |   |  | Île de Thau             |  | Sète    | 1 2                                |
|  | • | • | • |  | Val Fleury              |  | Sète    | 1 2                                |
|  |   |   | • |  | Hôpital                 |  | Sète    | 1 2 7                              |
|  | • | • | • |  | Espace Georges Brassens |  | Sète    | 7                                  |
|  |   | • |   |  | Cimetière Le Py         |  | Sète    | 7                                  |
|  |   | • |   |  | Le Vignerai             |  | Sète    | 7                                  |
|  |   | • |   |  | Salins                  |  | Sète    | 7                                  |
|  |   | • |   |  | Cerf Lurie              |  | Sète    | 7 9 915 659                        |
|  |   | • |   |  | Ifremer                 |  | Sète    | 7                                  |
|  |   | ■ |   |  | Fonquerne               |  | Sète    | 7 659                              |
|  |   | • |   |  | Rond-Point de l’Europe  |  | Sète    | 7                                  |
|  |   | • |   |  | Riant Val               |  | Sète    |                                    |
|  |   | • |   |  | Joliot Curie            |  | Sète    | 659                                |
|  |   | • |   |  | Les Près Calards        |  | Sète    |                                    |
|  |   | • |   |  | Plan de la Corniche     |  | Sète    | 5 659                              |
|  |   | • |   |  | La Vigie                |  | Sète    | 9 915                              |
|  |   | • |   |  | Crique de la Nau        |  | Sète    | 9 915                              |
|  |   | • |   |  | Rose Roc                |  | Sète    | 9 915                              |
|  |   | • |   |  | Théâtre de la mer       |  | Sète    | 9 915                              |
|  |   | • |   |  | Le Môle                 |  | Sète    | 5 9 915                            |
|  | • | • | • |  | Les Pénitents           |  | Sète    | 5 9 915 659                        |
|  | • |   |   |  | Savonnerie              |  | Sète    | 5 9 915 659                        |
|  | • |   |   |  | Quai d’Alger            |  | Sète    | 5 8 9                              |
|  | • |   |   |  | Quai Pasteur            |  | Sète    | 1 2 10 13 22 915                   |
|  |   |   | ■ |  | Passage le Dauphin      |  | Sète    | 4 5 8 9 915 659                    |
|  |   |   | • |  | Pont Virla              |  | Sète    | 1 2 4 7 8 10 13 915                |
|  | • | • | • |  | Pont de Pierre          |  | Sète    | 1 2 10 13 20 21 22 23 915 659      |
|  |   | • |   |  | Théâtre Molière         |  | Sète    | 1 2 10 13 20 21 22 23 915 659      |
|  |   | ■ |   |  | Gare SNCF               |  | Sète    | 1 2 8 10 12 13 20 21 22 23 915 659 |

|  | ↓ |   | ↑ |  | Arrêt              |  | Commune | Correspondances     |
|  | - | - | - |  | ------------------ |  | ------- | ------------------- |
|  | ■ | ■ | ■ |  | Passage le Dauphin |  | Sète    | 3 5 8 9 915 659     |
|  | ■ |   |   |  | Hôtel de Ville     |  | Sète    |                     |
|  | • |   |   |  | Grande Rue Haute   |  | Sète    |                     |
|  | • |   |   |  | Résidence du Parc  |  | Sète    |                     |
|  | • |   |   |  | Rue E. Bonnet      |  | Sète    |                     |
|  |   |   | • |  | Pont Virla         |  | Sète    | 1 2 3 7 8 10 13 915 |
|  | • |   |   |  | Décanale St Louis  |  | Sète    |                     |
|  | • |   |   |  | Les 3 Journées     |  | Sète    |                     |
|  | • |   |   |  | Hôtel de Ville     |  | Sète    |                     |
|  | • |   |   |  | Doumet             |  | Sète    |                     |
|  |   |   | • |  | Commissariat       |  | Sète    | 7 8                 |
|  | • |   |   |  | Lycée Paul Valéry  |  | Sète    |                     |
|  | • |   |   |  | Fraternité         |  | Sète    |                     |
|  | • |   |   |  | Égalité            |  | Sète    |                     |
|  | • |   |   |  | Liberté            |  | Sète    |                     |
|  |   |   | • |  | CFA                |  | Sète    |                     |
|  | • |   |   |  | Sacré Cœur         |  | Sète    |                     |
|  | • |   |   |  | Louis Blanc        |  | Sète    |                     |
|  | • |   |   |  | Chavasse           |  | Sète    |                     |
|  | • |   |   |  | S . Allende        |  | Sète    |                     |
|  |   |   | • |  | Prévost d’Augier   |  | Sète    |                     |
|  | • | • | • |  | Moulin à Vent      |  | Sète    |                     |
|  |   | • |   |  | Château Vert       |  | Sète    | 1                   |
|  |   | • |   |  | Centre Aéré        |  | Sète    | 1                   |
|  |   | ■ |   |  | Le Vallon          |  | Sète    |                     |

|  | ↓ |   | ↑ |  | Arrêt                          |   | Commune | Correspondances |
|  | - | - | - |  | ------------------------------ | - | ------- | --------------- |
|  |   | ■ |   |  | Notre Dame Souveraine du Monde |   | Sète    | 9 915           |
|  |   | • |   |  | Plan de la Corniche            |   | Sète    | 3 659           |
|  |   | • |   |  | Mas Viel                       |   | Sète    |                 |
|  |   | • |   |  | Germaine et Attila             |   | Sète    |                 |
|  |   | • |   |  | Le Golfe                       |   | Sète    |                 |
|  |   | • |   |  | Les Pierres Blanches           |   | Sète    |                 |
|  |   | • |   |  | Le Gecko                       |   | Sète    |                 |
|  |   | • |   |  | Belbezet                       | ↑ | Sète    |                 |
|  |   | • |   |  | La Pompe                       |   | Sète    |                 |
|  |   | • |   |  | La Croix Saint-Clair           |   | Sète    |                 |
|  |   | • |   |  | 8e et 9e Stations              |   | Sète    |                 |
|  |   | • |   |  | 4e et 5e Stations              |   | Sète    |                 |
|  |   | • |   |  | L’Aurore                       |   | Sète    |                 |
|  |   | • |   |  | La Citadelle                   |   | Sète    |                 |
|  |   | • |   |  | Musée Paul Valéry              |   | Sète    |                 |
|  |   | • |   |  | Cimetière Marin                |   | Sète    |                 |
|  |   | • |   |  | Le Môle                        |   | Sète    | 3 9 915         |
|  | • | • | • |  | Les Pénitents                  |   | Sète    | 3 9 915 659     |
|  |   |   | • |  | Savonnerie                     |   | Sète    | 3 9 915 659     |
|  |   |   | • |  | Quai d’Alger                   |   | Sète    | 3 8 9           |
|  | ■ | ■ | ■ |  | Passage le Dauphin             |   | Sète    | 3 4 8 9 915 659 |

|  | ↓ |   | ↑ |  | Arrêt                   |  | Commune | Correspondances         |
|  | - | - | - |  | ----------------------- |  | ------- | ----------------------- |
|  |   | ■ |   |  | Jean Mathieu Grangent   |  | Sète    |                         |
|  |   | • |   |  | Terrasses du Soleil     |  | Sète    |                         |
|  |   | • |   |  | L’Orangeraie            |  | Sète    |                         |
|  |   | • |   |  | Aquitaine               |  | Sète    |                         |
|  |   | • |   |  | Rond-Point de l’Europe  |  | Sète    | 3                       |
|  |   | • |   |  | Fonquerne               |  | Sète    | 3 659                   |
|  | • | • | • |  | Ifremer                 |  | Sète    | 3                       |
|  | • |   |   |  | Villeroy                |  | Sète    |                         |
|  | • |   | • |  | Le Ponant               |  | Sète    |                         |
|  |   |   | • |  | Villeroy                |  | Sète    |                         |
|  | • | • | • |  | Cerf Lurie              |  | Sète    | 3 9 915 659             |
|  |   | • |   |  | Salins                  |  | Sète    | 3                       |
|  |   | • |   |  | Le Vignerai             |  | Sète    | 3                       |
|  |   | • |   |  | Cimetière Le Py         |  | Sète    | 3                       |
|  |   | • |   |  | Espace Georges Brassens |  | Sète    | 3                       |
|  |   | • |   |  | Hôpital                 |  | Sète    | 1 2 3                   |
|  |   | • |   |  | A.Lumière               |  | Sète    |                         |
|  |   | • |   |  | René Descartes          |  | Sète    |                         |
|  |   | • |   |  | Pépinière               |  | Sète    |                         |
|  |   | • |   |  | Louis Michel            |  | Sète    |                         |
|  |   | • |   |  | La Source               |  | Sète    |                         |
|  |   | • |   |  | Ferdinand Buisson       |  | Sète    | 2                       |
|  |   | • |   |  | Charles De Gaulle       |  | Sète    | 2 659                   |
|  |   | • |   |  | Spinoza                 |  | Sète    | 2                       |
|  |   | • |   |  | Saint Michel            |  | Sète    | 2                       |
|  |   | • |   |  | Jardin des Fleurs       |  | Sète    | 2                       |
|  |   | • |   |  | Sadi Carnot             |  | Sète    | 2                       |
|  | • | • | • |  | Quai de Bosc            |  | Sète    |                         |
|  | • |   |   |  | Commissariat            |  | Sète    | 4 8                     |
|  |   |   | • |  | Le Chaland              |  | Sète    |                         |
|  | • |   |   |  | Pont Virla              |  | Sète    | 1 2 3 4 8 10 13 915     |
|  | ■ | ■ | ■ |  | Noël Guignon            |  | Sète    | 1 2 10 11 13 915 602659 |

|  |   |  | Arrêt               | Commune | Correspondances                    |
|  | - |  | ------------------- | ------- | ---------------------------------- |
|  | ■ |  | Gare SNCF           | Sète    | 1 2 3 10 12 13 20 21 22 23 915 659 |
|  | • |  | Quai du Pavois d’Or | Sète    |                                    |
|  | • |  | Commissariat        | Sète    | 4 7                                |
|  | • |  | Pont Virla          | Sète    | 1 2 3 4 7 10 13 915 659            |
|  | • |  | Passage le Dauphin  | Sète    | 3 4 5 9 915 659                    |
|  | • |  | Quai d’Alger        | Sète    | 3 5 9                              |
|  | • |  | Place Delille       | Sète    |                                    |
|  | • |  | Villa d’Este        | Sète    | 11 602                             |
|  | • |  | Maréchal Juin       | Sète    | 11 602                             |
|  | • |  | Rive Sud            | Sète    | 11 22                              |
|  | • |  | G. Martelli         | Sète    | 11 22                              |
|  | • |  | Conservatoire       | Sète    |                                    |
|  | • |  | G. Martelli         | Sète    | 11 22                              |
|  | • |  | Mas Coulet          | Sète    | 22 602                             |
|  | • |  | Espace St-Clair     | Sète    |                                    |
|  | ■ |  | Gare SNCF           | Sète    | 1 2 3 10 12 13 20 21 22 23 915 659 |

### Lignes extérieures à Sète

#### Lignes 10 à 19
|  | ↓ |   | ↑ |  | Arrêt                    |  | Commune           | Correspondances                   |
|  | - | - | - |  | ------------------------ |  | ----------------- | --------------------------------- |
|  | ■ | ■ | ■ |  | Noël Guignon             |  | Sète              | 1 2 7 11 13 915 602659            |
|  | • |   |   |  | Quai Pasteur             |  | Sète              | 1 2 3 13 22 915                   |
|  |   |   | • |  | Pont Virla               |  | Sète              | 1 2 3 4 7 8 13 915                |
|  | • | • | • |  | Pont de Pierre           |  | Sète              | 1 2 3 13 20 21 22 23 915 659      |
|  |   | • |   |  | Théâtre Molière          |  | Sète              | 1 2 3 13 20 21 22 23 915 659      |
|  |   | • |   |  | Gare SNCF                |  | Sète              | 1 2 3 8 12 13 20 21 22 23 915 659 |
|  |   | • |   |  | Horizon Sud              |  | Frontignan        | 13 18 20 21 23                    |
|  |   | • |   |  | Les Bas Fourneaux        |  | Balaruc-les-Bains | 13 18 20 21 23                    |
|  |   | • |   |  | Port Suttel              |  | Balaruc-les-Bains | 13 18 20 21 23                    |
|  |   | • |   |  | Avenue de la Gare        |  | Balaruc-les-Bains | 14                                |
|  | • | • | • |  | Centre Nautique Manureva |  | Balaruc-les-Bains | 14                                |
|  | • |   |   |  | Pech Meja                |  | Balaruc-les-Bains | 15                                |
|  |   |   | • |  | Pech d’Ay                |  | Balaruc-les-Bains | 14                                |
|  | • |   |   |  | Chemin Haut              |  | Balaruc-les-Bains | 15                                |
|  | • |   |   |  | Cacaussels               |  | Balaruc-les-Bains | 15                                |
|  |   |   | • |  | La Poste                 |  | Balaruc-les-Bains | 14                                |
|  | • |   |   |  | Naïades                  |  | Balaruc-les-Bains | 15                                |
|  | • |   |   |  | Les Écureuils            |  | Balaruc-les-Bains |                                   |
|  |   |   | • |  | Athéna                   |  | Balaruc-les-Bains | 14                                |
|  | • |   |   |  | Avenue Pasteur           |  | Balaruc-les-Bains | 15                                |
|  | ■ | ■ | ■ |  | Les Thermes              |  | Balaruc-les-Bains | 14 15                             |

|  | ↓ |   | ↑ |  | Arrêt                |  | Commune    | Correspondances        |
|  | - | - | - |  | -------------------- |  | ---------- | ---------------------- |
|  | ■ | ■ | ■ |  | Noël Guignon         |  | Sète       | 1 2 7 10 13 915 602659 |
|  | • |   |   |  | République           |  | Sète       | 602                    |
|  | • | • | • |  | Villa d’Este         |  | Sète       | 8 602                  |
|  | • | • | • |  | Maréchal Juin        |  | Sète       | 8 602                  |
|  | • |   |   |  | Rive Sud             |  | Sète       | 8 22                   |
|  | • | • | • |  | G. Martelli          |  | Sète       | 8 22 602               |
|  |   | • |   |  | La Glacière          |  | Frontignan | 12 18 22 602           |
|  |   | • |   |  | La Peyrade           |  | Frontignan | 18 602                 |
|  |   | • |   |  | Les Hirondelles      |  | Frontignan | 18 602                 |
|  |   | • |   |  | Saint-Antoine        |  | Frontignan | 18 602                 |
|  |   | • |   |  | Félibre              |  | Frontignan | 18 602                 |
|  |   | • |   |  | Mas Reboul           |  | Frontignan | 12 18 602              |
|  |   | • |   |  | Piscine              |  | Frontignan | 12 18 602              |
|  |   | • |   |  | Calade               |  | Frontignan | 12 18 602              |
|  |   | • |   |  | Saint-Martin         |  | Frontignan | 18 602                 |
|  |   | • |   |  | Terres Blanches      |  | Frontignan | 18 602                 |
|  | • | • | • |  | Square de la Liberté |  | Frontignan | 16 18 602              |
|  |   |   | • |  | Gambetta             |  | Frontignan | 12 16 17               |
|  |   |   | • |  | Gare SNCF            |  | Frontignan | 12 16 17               |
|  |   |   | • |  | Airolles             |  | Frontignan | 12 17 18 602           |
|  | • | • | • |  | Les Pielles          |  | Frontignan | 12 17 18 602           |
|  |   | • |   |  | Croix de la Maladie  |  | Frontignan | 17 18 602              |
|  |   | • |   |  | Saint-Raphaël        |  | Frontignan | 17 18 602              |
|  |   | • |   |  | Les Saladelles       |  | Frontignan | 17 18 602              |
|  |   | • |   |  | Les Salènes          |  | Frontignan | 17 18                  |
|  |   | • |   |  | Le Saunier           |  | Frontignan | 17 18                  |
|  |   | ■ |   |  | Le Barnier           |  | Frontignan | 17 18                  |

|  | ↓ |   | ↑ |  | Arrêt               |  | Commune    | Correspondances                   |
|  | - | - | - |  | ------------------- |  | ---------- | --------------------------------- |
|  |   | ■ |   |  | Gare SNCF           |  | Sète       | 1 2 3 8 10 13 20 21 22 23 915 659 |
|  |   | • |   |  | Eaux Blanches       |  | Sète       |                                   |
|  |   | • |   |  | Crève Cœur          |  | Sète       |                                   |
|  |   | • |   |  | Terminal            |  | Sète       |                                   |
|  |   | • |   |  | Ancien Pont         |  | Sète       |                                   |
|  |   | • |   |  | La Glacière         |  | Frontignan | 11 18 22 602                      |
|  |   | • |   |  | Pagnol              |  | Frontignan | 22                                |
|  |   | • |   |  | Paul Riquet         |  | Frontignan | 22                                |
|  | • | • | • |  | Place du Bouquet    |  | Frontignan |                                   |
|  | • |   |   |  | Félibre             |  | Frontignan | 11 18 602                         |
|  |   |   | • |  | Mas de Chave        |  | Frontignan |                                   |
|  | • | • | • |  | Mas Reboul          |  | Frontignan | 11 18 602                         |
|  |   | • |   |  | Piscine             |  | Frontignan | 11 18 602                         |
|  |   | • |   |  | Calade              |  | Frontignan | 11 18 602                         |
|  |   | • |   |  | Europe              |  | Frontignan |                                   |
|  |   | • |   |  | Vercors             |  | Frontignan |                                   |
|  |   | • |   |  | Avenue Jean Moulin  |  | Frontignan |                                   |
|  |   | • |   |  | Roche Combes        |  | Frontignan | 16                                |
|  |   | • |   |  | Les 2 Pins          |  | Frontignan | 16                                |
|  |   | • |   |  | Petit Paris         |  | Frontignan |                                   |
|  |   | • |   |  | Les Crozes          |  | Frontignan |                                   |
|  |   | • |   |  | Sully               |  | Frontignan |                                   |
|  |   | • |   |  | Avenue Schweitzer   |  | Frontignan |                                   |
|  |   | • |   |  | Croix de la Maladie |  | Frontignan |                                   |
|  |   | • |   |  | Les Pielles         |  | Frontignan | 11 17 18 602                      |
|  |   | • |   |  | Gambetta            |  | Frontignan | 11 16 17 602                      |
|  |   | • |   |  | Gare SNCF           |  | Frontignan | 11 16 17 602                      |
|  |   | • |   |  | Maurice Clavel      |  | Frontignan | 16 17                             |
|  |   | ■ |   |  | Les Arènes          |  | Frontignan | 16 17                             |

|  | ↓ |   | ↑ |  | Arrêt                 |  | Commune           | Correspondances                   |
|  | - | - | - |  | --------------------- |  | ----------------- | --------------------------------- |
|  | ■ | ■ | ■ |  | Noël Guignon          |  | Sète              | 1 2 7 10 11 915 602659            |
|  | • |   |   |  | Quai Pasteur          |  | Sète              | 1 2 3 10 22 915                   |
|  |   |   | • |  | Pont Virla            |  | Sète              | 1 2 3 4 7 8 10 915                |
|  | • | • | • |  | Pont de Pierre        |  | Sète              | 1 2 3 10 20 21 22 23 915 659      |
|  |   | • |   |  | Théâtre Molière       |  | Sète              | 1 2 3 10 20 21 22 23 915 659      |
|  |   | • |   |  | Gare SNCF             |  | Sète              | 1 2 3 8 12 10 20 21 22 23 915 659 |
|  |   | • |   |  | Horizon Sud           |  | Frontignan        | 10 18 20 21 23                    |
|  |   | • |   |  | Les Bas Fourneaux     |  | Balaruc-les-Bains | 10 18 20 21 23                    |
|  | • | • | • |  | Port Suttel           |  | Balaruc-les-Bains | 10 18 20 21 23                    |
|  | • |   |   |  | Mas du Padre          |  | Balaruc-les-Bains | 18 20 21 23                       |
|  | • | • | • |  | Les Tennis            |  | Balaruc-le-Vieux  | 14                                |
|  |   | • |   |  | Les Écoles            |  | Balaruc-le-Vieux  | 14 15                             |
|  |   | • |   |  | Cimetière             |  | Balaruc-le-Vieux  | 14 15                             |
|  |   | • |   |  | Centre Commercial     |  | Balaruc-le-Vieux  | 14 15 18 20 21 22 23 603604672    |
|  |   | • |   |  | Chemin des Moulières  |  | Balaruc-le-Vieux  | 22                                |
|  |   | • |   |  | Issanka               |  | Gigean            | 22                                |
|  |   | • |   |  | Les Bégudes           |  | Gigean            | 22 603656672                      |
|  | • | • | • |  | La Bascule            |  | Gigean            | 22 603656672                      |
|  | • |   |   |  | Avenue de Montpellier |  | Gigean            | 22 603                            |
|  |   |   | • |  | Avenue de Béziers     |  | Gigean            | 22 603656672                      |
|  | • | • | • |  | Le Cellier            |  | Gigean            | 22 672                            |
|  | • |   |   |  | Les Prés              |  | Gigean            | 22 672                            |
|  |   |   | • |  | Les Pins              |  | Gigean            | 22                                |
|  | • |   |   |  | Les Fauvettes         |  | Gigean            | 22 672                            |
|  | ■ | ■ | ■ |  | Route de Montbazin    |  | Gigean            | 22 672                            |

|  |   |  | Arrêt                    |  | Commune           | Correspondances                |
|  | - |  | ------------------------ |  | ----------------- | ------------------------------ |
|  | ■ |  | Les Thermes              |  | Balaruc-les-Bains | 10 15                          |
|  | • |  | Athéna                   |  | Balaruc-les-Bains | 10                             |
|  | • |  | La Poste                 |  | Balaruc-les-Bains | 10                             |
|  | • |  | Pech d’Ay                |  | Balaruc-les-Bains | 10                             |
|  | • |  | Centre Nautique Manureva |  | Balaruc-les-Bains | 10                             |
|  | • |  | Avenue de la Gare        |  | Balaruc-les-Bains | 10                             |
|  | • |  | Le Serpentin             |  | Balaruc-les-Bains |                                |
|  | • |  | Maison du Peuple         |  | Balaruc-les-Bains |                                |
|  | • |  | Mistral                  |  | Balaruc-les-Bains |                                |
|  | • |  | La Rèche                 |  | Balaruc-les-Bains |                                |
|  | • |  | Les Peyrières            |  | Balaruc-les-Bains | 22                             |
|  | • |  | La Closerie              |  | Balaruc-les-Bains | 22                             |
|  | • |  | Les Tennis               |  | Balaruc-le-Vieux  | 13                             |
|  | • |  | Les Écoles               |  | Balaruc-le-Vieux  | 13 15                          |
|  | • |  | Cimetière                |  | Balaruc-le-Vieux  | 13 15                          |
|  | ■ |  | Centre Commercial        |  | Balaruc-le-Vieux  | 13 15 18 20 21 22 23 603604672 |

|  | ↓ |   | ↑ |  | Arrêt             |  | Commune           | Correspondances                |
|  | - | - | - |  | ----------------- |  | ----------------- | ------------------------------ |
|  |   | ■ |   |  | Les Thermes       |  | Balaruc-les-Bains | 10 14                          |
|  |   | • |   |  | Avenue Pasteur    |  | Balaruc-les-Bains | 10                             |
|  |   | • |   |  | Guinguette        |  | Balaruc-les-Bains |                                |
|  |   | • |   |  | Naïades           |  | Balaruc-les-Bains | 10                             |
|  |   | • |   |  | Cacaussels        |  | Balaruc-les-Bains | 10                             |
|  |   | • |   |  | Chemin Haut       |  | Balaruc-les-Bains | 10                             |
|  | • | • | • |  | Pêch Meja         |  | Balaruc-les-Bains | 10                             |
|  | • |   |   |  | La Pinède         |  | Balaruc-les-Bains |                                |
|  | • |   |   |  | Les Perdrix       |  | Balaruc-les-Bains |                                |
|  | • |   | • |  | Les Étourneaux    |  | Balaruc-les-Bains |                                |
|  |   |   | • |  | La Pinède         |  | Balaruc-les-Bains |                                |
|  |   |   | • |  | Les Perdrix       |  | Balaruc-les-Bains |                                |
|  | • | • | • |  | Pêch Meja         |  | Balaruc-les-Bains | 10                             |
|  |   | • |   |  | Dépensière        |  | Balaruc-les-Bains |                                |
|  |   | • |   |  | Les Vignés        |  | Balaruc-le-Vieux  |                                |
|  |   | • |   |  | Les Écoles        |  | Balaruc-le-Vieux  | 13 14                          |
|  |   | • |   |  | Cimetière         |  | Balaruc-le-Vieux  | 13 14                          |
|  |   | ■ |   |  | Centre Commercial |  | Balaruc-le-Vieux  | 13 14 18 20 21 22 23 603604672 |

|  | ↓ |   | ↑ |  | Arrêt                |  | Commune    | Correspondances |
|  | - | - | - |  | -------------------- |  | ---------- | --------------- |
|  |   | ■ |   |  | Roche Combes         |  | Frontignan | 12              |
|  |   | • |   |  | Les 2 Pins           |  | Frontignan | 12              |
|  |   | • |   |  | Les Viviers          |  | Frontignan |                 |
|  | • | • | • |  | François Villon      |  | Frontignan |                 |
|  | • |   |   |  | Square de la Liberté |  | Frontignan | 11 18 602       |
|  | • | • | • |  | Gambetta             |  | Frontignan | 11 12 17        |
|  |   | • |   |  | Gare SNCF            |  | Frontignan | 11 12 17        |
|  |   | • |   |  | Maurice Clavel       |  | Frontignan | 12 1712 17      |
|  |   | • |   |  | Les Arènes           |  | Frontignan | 12 17           |
|  |   | • |   |  | L’Entrée             |  | Frontignan |                 |
|  |   | • |   |  | Les Mouettes         |  | Frontignan |                 |
|  |   | • |   |  | Avenue de Vauban     |  | Frontignan |                 |
|  | • | • | • |  | Maison du Tourisme   |  | Frontignan |                 |
|  | • |   |   |  | Port Rive Est        |  | Frontignan |                 |
|  | • |   |   |  | Les Courlis          |  | Frontignan |                 |
|  | • |   |   |  | F. de Lesseps        |  | Frontignan |                 |
|  | • | • | • |  | Les Sablettes        |  | Frontignan |                 |
|  |   | • |   |  | Tahiti               |  | Frontignan |                 |
|  |   | ■ |   |  | La Bergerie          |  | Frontignan |                 |
|  |   | • |   |  | Ingril               |  | Frontignan |                 |
|  |   | • |   |  | Tamaris              |  | Frontignan |                 |
|  |   | ■ |   |  | Saint Eugène         |  | Frontignan |                 |

|  | ↓ |   | ↑ |  | Arrêt                  |  | Commune         | Correspondances |
|  | - | - | - |  | ---------------------- |  | --------------- | --------------- |
|  |   | ■ |   |  | Les Arènes             |  | Frontignan      | 12 16           |
|  |   | • |   |  | Maurice Clavel         |  | Frontignan      | 12 16           |
|  |   | • |   |  | Gare SNCF              |  | Frontignan      | 11 12 16        |
|  |   | • |   |  | Gambetta               |  | Frontignan      | 11 12 16        |
|  |   | • |   |  | Les Pielles            |  | Frontignan      | 11 12 18 602    |
|  |   | • |   |  | Croix de la Maladie    |  | Frontignan      | 11 12 18 602    |
|  |   | • |   |  | Saint-Raphaël          |  | Frontignan      | 11 18 602       |
|  |   | • |   |  | Les Saladelles         |  | Frontignan      | 11 18           |
|  |   | • |   |  | Les Salènes            |  | Frontignan      | 11 18           |
|  |   | • |   |  | Le Saunier             |  | Frontignan      | 11 18           |
|  |   | • |   |  | Le Barnier             |  | Frontignan      | 11 18           |
|  |   | • |   |  | Mas de Madame          |  | Vic-la-Gardiole | 602             |
|  |   | • |   |  | Le Clos Saint-Joseph   |  | Vic-la-Gardiole | 602             |
|  |   | • |   |  | La Réserve             |  | Vic-la-Gardiole | 602             |
|  |   | • |   |  | Camping de l’Europe    |  | Vic-la-Gardiole | 602             |
|  |   | • |   |  | Le Moulin              |  | Vic-la-Gardiole | 602             |
|  |   | • |   |  | Croix de la Mission    |  | Vic-la-Gardiole | 602             |
|  |   | • |   |  | Les Aresquiers         |  | Vic-la-Gardiole | 602             |
|  |   | • |   |  | Hannibal               |  | Vic-la-Gardiole | 602             |
|  |   | • |   |  | Les 4 Chemins          |  | Vic-la-Gardiole | 602             |
|  |   | • |   |  | Chemin de la Condamine |  | Vic-la-Gardiole | 602             |
|  |   | • |   |  | Maison de Retraite     |  | Mireval         | 602             |
|  | • | • | • |  | Rabelais               |  | Mireval         | 602             |
|  |   |   | • |  | Le Garrigou            |  | Mireval         | 602             |
|  | • |   |   |  | Avenue Gambetta        |  | Mireval         |                 |
|  |   |   | • |  | Octroi                 |  | Mireval         |                 |
|  |   |   | • |  | Le Cardinal            |  | Mireval         |                 |
|  | • |   |   |  | Jardin de la Gardiole  |  | Mireval         |                 |
|  |   |   | • |  | La Canabière           |  | Mireval         |                 |
|  | ■ | ■ | ■ |  | Avenue de Maupas       |  | Mireval         |                 |

|  | ↓ |   | ↑ |  | Arrêt                |  | Commune           | Correspondances                |
|  | - | - | - |  | -------------------- |  | ----------------- | ------------------------------ |
|  | ■ | ■ | ■ |  | Centre Commercial    |  | Balaruc-le-Vieux  | 13 14 15 20 21 22 23 603604672 |
|  |   |   | • |  | Mad du Padre         |  | Balaruc-les-Bains | 13 20 21 23                    |
|  | • | • | • |  | Port Suttel          |  | Balaruc-les-Bains | 10 13 20 21 23                 |
|  |   | • |   |  | Les Bas Fourneaux    |  | Balaruc-les-Bains | 10 13 20 21 23                 |
|  |   | • |   |  | Horizon Sud          |  | Frontignan        | 10 13 20 21 23                 |
|  |   | • |   |  | La Bordelaise        |  | Frontignan        |                                |
|  |   | • |   |  | La Glacière          |  | Frontignan        | 11 12 22 602                   |
|  |   | • |   |  | La Peyrade           |  | Frontignan        | 11 602                         |
|  |   | • |   |  | Les Hirondelles      |  | Frontignan        | 11 602                         |
|  |   | • |   |  | Saint-Antoine        |  | Frontignan        | 11 602                         |
|  |   | • |   |  | Félibre              |  | Frontignan        | 11 602                         |
|  |   | • |   |  | Mas Reboul           |  | Frontignan        | 11 12 602                      |
|  |   | • |   |  | Piscine              |  | Frontignan        | 11 12 602                      |
|  |   | • |   |  | Calade               |  | Frontignan        | 11 12 602                      |
|  |   | • |   |  | Saint-Martin         |  | Frontignan        | 11 602                         |
|  |   | • |   |  | Terres Blanches      |  | Frontignan        | 11 602                         |
|  |   | • |   |  | Square de la liberté |  | Frontignan        | 11 16 602                      |
|  |   | • |   |  | Les Pielles          |  | Frontignan        | 11 12 17 602                   |
|  |   | • |   |  | Croix de la Maladie  |  | Frontignan        | 11 12 17 602                   |
|  |   | • |   |  | Saint-Raphaël        |  | Frontignan        | 11 17 602                      |
|  |   | • |   |  | Les Saladelles       |  | Frontignan        | 11 17 602                      |
|  |   | • |   |  | Les Salènes          |  | Frontignan        | 11 17                          |
|  |   | • |   |  | Le Saunier           |  | Frontignan        | 11 17                          |
|  |   | ■ |   |  | Le Barnier           |  | Frontignan        | 11 17                          |

#### Lignes 20 à 29
|  | ↓ |   | ↑ |  | Arrêt             |   | Commune           | Correspondances                   |
|  | - | - | - |  | ----------------- | - | ----------------- | --------------------------------- |
|  |   | ■ |   |  | Pont de Pierre    |   | Sète              | 1 2 3 10 13 21 22 23 915 659      |
|  |   | • |   |  | Théâtre Molière   |   | Sète              | 1 2 3 10 13 21 22 23 915 659      |
|  |   | • |   |  | Gare SNCF         |   | Sète              | 1 2 3 8 10 12 13 21 22 23 915 659 |
|  |   | • |   |  | Horizon Sud       |   | Frontignan        | 10 13 18 21 23                    |
|  |   | • |   |  | Bas Fourneaux     |   | Balaruc-les-Bains | 10 13 18 21 2310 13 18 21 23      |
|  | • | • | • |  | Port Suttel       |   | Balaruc-les-Bains | 10 13 18 21 23                    |
|  | • |   |   |  | Mas du Padre      |   | Balaruc-les-Bains | 13 18 21 23                       |
|  | • | • | • |  | Centre Commercial |   | Balaruc-le-Vieux  | 13 14 15 18 21 22 23 603604672    |
|  |   | • |   |  | La Clavade        |   | Bouzigues         | 23 603604                         |
|  |   | • |   |  | Le Zénith         |   | Bouzigues         | 23 24 603604                      |
|  |   | • |   |  | Les Anémones      |   | Mèze              | 24 603604                         |
|  |   | • |   |  | La Marianne       |   | Mèze              | 24 603604656                      |
|  |   | • |   |  | Poste             |   | Mèze              | 24                                |
|  |   | • |   |  | Marcel Pagnol     |   | Mèze              | 24                                |
|  |   | • |   |  | Cimetière         |   | Mèze              | 24                                |
|  | • | • | • |  | Ernest Massol     |   | Mèze              | 24                                |
|  |   |   | • |  | Les Lions         |   | Mèze              | 24 603604656                      |
|  |   |   | • |  | Romany            |   | Mèze              |                                   |
|  | • | • | • |  | Gendarmerie       | ↓ | Mèze              |                                   |
|  |   | • |   |  | Lou Souleil       |   | Mèze              |                                   |
|  |   | • |   |  | Le Portel         |   | Mèze              |                                   |
|  |   | • |   |  | Lot des Costes    |   | Mèze              |                                   |
|  |   | ■ |   |  | Mas de Garric     |   | Mèze              |                                   |

|  | ↓ |   | ↑ |  | Arrêt             |  | Commune           | Correspondances                   |
|  | - | - | - |  | ----------------- |  | ----------------- | --------------------------------- |
|  |   | ■ |   |  | Pont de Pierre    |  | Sète              | 1 2 3 10 13 20 22 23 915 659      |
|  |   | • |   |  | Théâtre Molière   |  | Sète              | 1 2 3 10 13 20 22 23 915 659      |
|  |   | • |   |  | Gare SNCF         |  | Sète              | 1 2 3 8 10 12 13 20 22 23 915 659 |
|  |   | • |   |  | Horizon Sud       |  | Frontignan        | 10 13 18 20 23                    |
|  |   | • |   |  | Bas Fourneaux     |  | Balaruc-les-Bains | 10 13 18 20 23                    |
|  | • | • | • |  | Port Suttel       |  | Balaruc-les-Bains | 10 13 18 20 23                    |
|  | • |   |   |  | Mas du Padre      |  | Balaruc-les-Bains | 13 18 20 23                       |
|  | • | • | • |  | Centre Commercial |  | Balaruc-le-Vieux  | 13 14 15 18 20 22 23 603604672    |
|  |   | • |   |  | Z.A. Les Clachs   |  | Poussan           | 603672                            |
|  |   | • |   |  | Pont Autoroute    |  | Poussan           | 603672                            |
|  |   | • |   |  | Coopérative       |  | Poussan           | 603672                            |
|  |   | • |   |  | Le Riverain       |  | Poussan           | 603672                            |
|  |   | • |   |  | Véronique Hebert  |  | Poussan           |                                   |
|  |   | ■ |   |  | Bois de Boulogne  |  | Poussan           | 672                               |

|  | ↓ |   | ↑ |  | Arrêt                 |  | Commune           | Correspondances                   |
|  | - | - | - |  | --------------------- |  | ----------------- | --------------------------------- |
|  |   | ■ |   |  | Gare SNCF             |  | Sète              | 1 2 3 8 10 12 13 20 21 23 915 659 |
|  |   | • |   |  | Théâtre Molière       |  | Sète              | 1 2 3 10 13 20 21 23 915 659      |
|  | • | • | • |  | Pont de Pierre        |  | Sète              | 1 2 3 10 13 20 21 23 915 659      |
|  |   |   | • |  | Quai Pasteur          |  | Sète              | 1 2 3 10 13 915                   |
|  | • |   |   |  | Rive Sud              |  | Sète              | 8 11                              |
|  |   |   | • |  | Mas Coulet            |  | Sète              | 8                                 |
|  | • | • | • |  | G. Martelli           |  | Sète              | 8 11 602                          |
|  |   | • |   |  | La Glacière           |  | Frontignan        | 11 12 18 602                      |
|  |   | • |   |  | Pagnol                |  | Frontignan        | 12                                |
|  |   | • |   |  | Paul Riquet           |  | Frontignan        | 12                                |
|  |   | • |   |  | Tennis                |  | Frontignan        |                                   |
|  |   | • |   |  | Stony                 |  | Frontignan        |                                   |
|  |   | • |   |  | Le Planas             |  | Balaruc-les-Bains |                                   |
|  |   | • |   |  | Les Peyrières         |  | Balaruc-les-Bains | 14                                |
|  |   | • |   |  | La Closerie           |  | Balaruc-les-Bains | 14                                |
|  |   | • |   |  | Centre Commercial     |  | Balaruc-le-Vieux  | 13 14 15 18 20 21 23 603604672    |
|  |   | • |   |  | Chemin des Moulières  |  | Balaruc-le-Vieux  | 13                                |
|  |   | • |   |  | Issanka               |  | Balaruc-le-Vieux  | 13                                |
|  |   | • |   |  | Les Bégudes           |  | Gigean            | 13 603656672                      |
|  | • | • | • |  | La Bascule            |  | Gigean            | 13 603656672                      |
|  | • |   |   |  | Avenue de Montpellier |  | Gigean            | 13 603                            |
|  |   |   | • |  | Avenue de Béziers     |  | Gigean            | 13 603656672                      |
|  | • | • | • |  | Le Cellier            |  | Gigean            | 13 672                            |
|  |   |   | • |  | Les Pins              |  | Gigean            | 13                                |
|  | • |   |   |  | Les Près              |  | Gigean            | 13 672                            |
|  |   |   | • |  | Route de Montbazin    |  | Gigean            | 13 672                            |
|  | • |   |   |  | Les Fauvettes         |  | Gigean            | 13 672                            |
|  | • | • | • |  | Ancienne Gare         |  | Montbazin         | 672                               |
|  | • | • | • |  | Les Salles            |  | Montbazin         | 672                               |
|  | • |   |   |  | Place de l'Église     |  | Montbazin         | 672                               |
|  |   |   | • |  | Avenue de Poussan     |  | Montbazin         | 672                               |
|  | ■ | ■ | ■ |  | Quai de la Vène       |  | Montbazin         |                                   |

|  | ↓ |   | ↑ |  | Arrêt             |   | Commune           | Correspondances                   |
|  | - | - | - |  | ----------------- | - | ----------------- | --------------------------------- |
|  |   | ■ |   |  | Pont de Pierre    |   | Sète              | 1 2 3 10 13 20 21 22 915 659      |
|  |   | • |   |  | Théâtre Molière   |   | Sète              | 1 2 3 10 13 20 21 22 915 659      |
|  |   | • |   |  | Gare SNCF         |   | Sète              | 1 2 3 8 10 12 13 20 21 22 915 659 |
|  |   | • |   |  | Horizon Sud       |   | Frontignan        | 10 13 18 20 21                    |
|  |   | • |   |  | Bas Fourneaux     |   | Balaruc-les-Bains | 10 13 18 20 21                    |
|  | • | • | • |  | Port Suttel       |   | Balaruc-les-Bains | 10 13 18 20 21                    |
|  | • |   |   |  | Mas du Padre      |   | Balaruc-les-Bains | 13 18 20 21                       |
|  | • | • | • |  | Centre Commercial |   | Balaruc-le-Vieux  | 13 14 15 18 20 21 22 603604672    |
|  |   | • |   |  | La Clavade        |   | Bouzigues         | 20 603604672                      |
|  |   | • |   |  | Alfred Bouat      |   | Bouzigues         | 24                                |
|  |   | • |   |  | Les Hameaux       |   | Bouzigues         | 24                                |
|  |   | • |   |  | Plage             |   | Bouzigues         | 24                                |
|  |   | • |   |  | Le Zénith         |   | Bouzigues         | 20 24 603604                      |
|  |   | • |   |  | Les Augustales    |   | Loupian           | 24 603                            |
|  |   | • |   |  | Olympe de Gouges  | ↓ | Loupian           | 24                                |
|  |   | • |   |  | Oïkos             |   | Villeveyrac       | 24                                |
|  |   | • |   |  | Les Costières     |   | Villeveyrac       | 24                                |
|  |   | • |   |  | Route de Paulhan  |   | Villeveyrac       | 24 672                            |
|  |   | • |   |  | Mairie            |   | Villeveyrac       | 24 672                            |
|  |   | ■ |   |  | La Coste          |   | Villeveyrac       | 24 672                            |

### Lignes saisonnières
| Ligne | Caractéristiques | Caractéristiques                                                                                       | Caractéristiques                                                                                       | Caractéristiques                                                                                       | Caractéristiques                                                                                       | Caractéristiques                                                                                       | Caractéristiques                                                                                       | Caractéristiques                                                                                       | Caractéristiques                                                                                       |
| 9     | Sète — Passage Le Dauphin ⥋ Marseillan — Victor Hugo (Marseillan — Méditerranée à certains services) | Sète — Passage Le Dauphin ⥋ Marseillan — Victor Hugo (Marseillan — Méditerranée à certains services)   | Sète — Passage Le Dauphin ⥋ Marseillan — Victor Hugo (Marseillan — Méditerranée à certains services)   | Sète — Passage Le Dauphin ⥋ Marseillan — Victor Hugo (Marseillan — Méditerranée à certains services)   | Sète — Passage Le Dauphin ⥋ Marseillan — Victor Hugo (Marseillan — Méditerranée à certains services)   | Sète — Passage Le Dauphin ⥋ Marseillan — Victor Hugo (Marseillan — Méditerranée à certains services)   | Sète — Passage Le Dauphin ⥋ Marseillan — Victor Hugo (Marseillan — Méditerranée à certains services)   | Sète — Passage Le Dauphin ⥋ Marseillan — Victor Hugo (Marseillan — Méditerranée à certains services)   | Sète — Passage Le Dauphin ⥋ Marseillan — Victor Hugo (Marseillan — Méditerranée à certains services)   |
| ----- | --- | --- | --- | --- | --- | --- | --- | --- | --- |
| 9     | Ouverture / Fermeture — / — | Longueur —                                                                                             | Durée 55 (35) min                                                                                      | Nb. d’arrêts 33 (21)                                                                                   | Matériel -                                                                                             | Jours de fonctionnement L, Ma, Me, J, V, S, D                                                          | Jour / Soir / Nuit / Fêtes O / O / O / O                                                               | Voy. / an —                                                                                            | Exploitant CarPostal Bassin de Thau                                                                    |
| 9     | Desserte : - Villes et lieux desservis : Sète (Pont de la Savonnerie, Piscine Maurice Clavel, Mairie, Môle Saint-Louis, Musée de la Mer, Théâtre de la Mer, Casino, Église Notre-Dame Souveraine du Monde, Plages du Lazaret et de la Corniche, Corniche de Neubourg, Pont de l'Avenir, Cave Listel, Campings Le Castellas, Voie verte du Lido de Marseillan à Sète) et Marseillan (Office du Tourisme, Parc d'attractions de Marseillan-Plage, Plage de Beauregard, Port de Marseillan-Plage, Étangs du Bagnas, Port, Mairie, Place de la République, Collège, Centre commercial) - Gares desservies : Gare de Sète et Gare de Marseillan-Plage. | | | | | | | | |
| 9     | Autre : - Arrêts non accessibles aux PMR : N.-D. Souveraine du Monde, Le Lazaret, Corniche de Neubourg, Pont de l'Avenir, Cerf Lucie vers Sète, Le Saulnier, Listel vers Marseillan, Les 3 Digues, Jalabert, Le Castellas vers Marseillan, Le Canal, Charlemagne vers Sète, Le Ranch, Les Onglous, Les Mougères, Les Ramiers vers Marseillan, Les Cigalines, L'Argentié, Garrigues, Le Port vers Marseillan, Place de la République et Victor Hugo. - Amplitudes horaires : La ligne fonctionne de début mai à fin septembre selon deux périodes horaires : - mois de mai et septembre : La ligne fonctionne du lundi au samedi de 6 h 35 à 21 h 50 et les dimanches et fêtes de 7 h 55 à 20 h 50 environ ; - mois de juillet et août : La ligne fonctionne tous les jours de 76 h 55 à 2 h environ. - Particularités : - En heures creuses en juillet et août, un bus par heure est limité à Méditerranée. - Le vendredi de 6 h 35 à 14 h 5 environ pour les services desservant la gare et pour cause de marché, les arrêts Pont de Pierre et Théâtre Molière sont reportés aux arrêts Le chaland (ligne 7) en direction de Sète et Quai du Pavois d'Or (ligne 6) vers Marseillan. - Ligne saisonnière : La ligne ne fonctionne que de mai à septembre. Entre octobre et avril, la ligne sur réservation 915 prend le relais. Pour la saison 2018, la ligne 9 fusionne avec l'ancienne ligne 15, interne à Marseillan, afin de simplifier la desserte. - Date de dernière mise à jour : 5 mai 2018. | | | | | | | | |
| 9     | Dernière actualisation : — | | | | | | | | |
| 19    | (Circulaire) Marseillan - Cave Coopérative ⥋ Marseillan - Cave Coopérative (via Marseillan - Littoral) | (Circulaire) Marseillan - Cave Coopérative ⥋ Marseillan - Cave Coopérative (via Marseillan - Littoral) | (Circulaire) Marseillan - Cave Coopérative ⥋ Marseillan - Cave Coopérative (via Marseillan - Littoral) | (Circulaire) Marseillan - Cave Coopérative ⥋ Marseillan - Cave Coopérative (via Marseillan - Littoral) | (Circulaire) Marseillan - Cave Coopérative ⥋ Marseillan - Cave Coopérative (via Marseillan - Littoral) | (Circulaire) Marseillan - Cave Coopérative ⥋ Marseillan - Cave Coopérative (via Marseillan - Littoral) | (Circulaire) Marseillan - Cave Coopérative ⥋ Marseillan - Cave Coopérative (via Marseillan - Littoral) | (Circulaire) Marseillan - Cave Coopérative ⥋ Marseillan - Cave Coopérative (via Marseillan - Littoral) | (Circulaire) Marseillan - Cave Coopérative ⥋ Marseillan - Cave Coopérative (via Marseillan - Littoral) |
| 19    | Ouverture / Fermeture 1er juillet 2023 / — | Longueur —                                                                                             | Durée 11 min                                                                                           | Nb. d’arrêts 5                                                                                         | Matériel -                                                                                             | Jours de fonctionnement L, Ma, Me, J, V, S, D                                                          | Jour / Soir / Nuit / Fêtes O / O / O / N                                                               | Voy. / an —                                                                                            | Exploitant CarPostal Bassin de Thau                                                                    |
| 19    | Desserte : - Villes et lieux desservis : Marseillan (Plages, Centre-Ville et Office de Tourisme) - Gare desservie : -. | | | | | | | | |
| 19    | Autre : - Amplitudes horaires : La ligne fonctionne du lundi au dimanche de 10 h 0 à 0 h 55 environ. - Particularités : Cette ligne est gratuite et circule toutes les 15 minutes. - Ligne saisonnière : La ligne ne fonctionne que durant les mois de juillet et août. - Date de dernière mise à jour : 15 juillet 2023. | | | | | | | | |
| 19    | Dernière actualisation : — | | | | | | | | |
| 915   | Marseillan — Victor Hugo ⥋ Sète — Gare SNCF | Marseillan — Victor Hugo ⥋ Sète — Gare SNCF                                                            | Marseillan — Victor Hugo ⥋ Sète — Gare SNCF                                                            | Marseillan — Victor Hugo ⥋ Sète — Gare SNCF                                                            | Marseillan — Victor Hugo ⥋ Sète — Gare SNCF                                                            | Marseillan — Victor Hugo ⥋ Sète — Gare SNCF                                                            | Marseillan — Victor Hugo ⥋ Sète — Gare SNCF                                                            | Marseillan — Victor Hugo ⥋ Sète — Gare SNCF                                                            | Marseillan — Victor Hugo ⥋ Sète — Gare SNCF                                                            |
| 915   | Ouverture / Fermeture 2 janvier 2016 / — | Longueur —                                                                                             | Durée 59-61 min                                                                                        | Nb. d’arrêts 43                                                                                        | Matériel -                                                                                             | Jours de fonctionnement L, Ma, Me, J, V, S                                                             | Jour / Soir / Nuit / Fêtes O / N / N / N                                                               | Voy. / an —                                                                                            | Exploitant CarPostal Bassin de Thau                                                                    |
| 915   | Desserte : - Villes et lieux desservis : Marseillan (Centre commercial, Collège, Place de la République, Mairie, Port, Étangs du Bagnas, Port de Marseillan-Plage, Plage de Beauregard, Parc d'attractions de Marseillan-Plage, Office du Tourisme) et Sète (Voie verte du Lido de Marseillan à Sète, Campings Le Castellas, Cave Listel, Pont de l'Avenir, Corniche de Neubourg, Plages du Lazaret et de la Corniche, Église Notre-Dame Souveraine du Monde, Casino, Théâtre de la Mer, Musée de la Mer, Môle Saint-Louis, Mairie, Piscine Maurice Clavel, Pont de la Savonnerie, Musée international des arts modestes, Pont de la Civette, Pont des Sétois, Pont Virla, Pont de Pierre, Collège Victor Hugo, Théâtre Molière, Pont de la Gare) - Gares desservies : Gare de Marseillan-Plage et Gare de Sète. | | | | | | | | |
| 915   | Autre : - Arrêts non accessibles aux PMR : Victor Hugo, Place de la République, Le Port vers Marseillan, Garrigues, L'Argentié, Les Cigalines, Les Ramiers vers Marseillan, Les Mougères, Les Onglous, Le Ranch, Charlemagne vers Sète, Beauregard, Le Canal, Le Castellas, Jalabert, Les 3 Digues, Le Listel, Le Saulnier, Cerf Lucie vers Sète, Pont de l'Avenir, Corniche de Neubourg, Le Lazaret, N.-D. Souveraine du Monde, Le Môle, Les Pénitents, Noël Guignon, Quai Pasteur, Pont Virla, Pont de Pierre, Théâtre Molière et Gare SNCF. - Amplitudes horaires : La ligne fonctionne selon le système du transport à la demande du lundi au samedi de 6 h 55 à 21 h 45 environ, à raison de six allers-retours par jour. - Particularités : Le vendredi jusqu'à 14 h 30 environ et pour cause de marché, les arrêts Pont de Pierre et Théâtre Molière sont reportés aux arrêts Le chaland (ligne 7) en direction de la gare et Quai du Pavois d'Or (ligne 6) vers Marseillan. - Ligne saisonnière : La ligne ne fonctionne que d'octobre à avril. Entre mai et septembre, la ligne régulière 9 prend le relais. - Date de dernière mise à jour : 5 mai 2018. | | | | | | | | |
| 915   | Dernière actualisation : — | | | | | | | | |

## Anciens réseaux

### Lignes régulières avant le 2 janvier 2016
- 1 : Gare SNCF ↔ CES Jean Moulin
- 2 : Centre Malraux ↔ Passage le Dauphin
- 3 : Centre Malraux ↔ Gare SNCF
- 4 : (Circulaire) Passage le Dauphin via Moulin à vent et Hôtel de ville
- 5 : La Vigie (↔ Hôpital à certains services) ↔ Hôtel de Ville
- 6 : (Circulaire) Passage le Dauphin via Maréchal Juin et Gare SNCF
- 7 : Mathieu Grangent ↔ Passage Le Dauphin
- 9 : Passage Le Dauphin (Gare SNCF à certains services) ↔ Méditerranée (Le Port à certains services) (Ligne estivale)
- 10 : Noël Guignon ↔ Lo Solehau (↔ Centre commercial à certains services et le dimanche)
- 11 : Noël Guignon ↔ La Canabière
- 12 : Gare SNCF ↔ Tamaris
- 13 : Noël Guignon ↔ Route de Montbazin
- 14 : Lo Solehau ↔ Centre Commercial
- 15 : Méditerranée ↔ Le Port (Ligne estivale)
- 23 : (Circulaire) Centre Malraux ↔ via Gare SNCF (Ligne du dimanche qui remplace les lignes 2 et 3)

### Lignes régulières avant le 6 septembre 2010
- 1 : Gare SNCF ↔ Le Barrou
- 2 : Passage le Dauphin ↔ Centre Malraux
- 3 : Gare SNCF ↔ Malraux
- 4 : Passage le Dauphin ↔ Hôtel de Ville ↔ Passage le Dauphin
- 5 : Hôtel de Ville ↔ La Vigie (↔ Hôpital à certains services)
- 6 : Passage le Dauphin ↔ Gare SNCF ↔ Passage le Dauphin
- 9 : Passage le Dauphin ↔ Le Saunier ↔ Camping Municipal ↔ Le Port (ligne estivale)
- 10 : Noël Guignon ↔ Centre Commercial
- 11 : Noël Guignon ↔ Le Barnier
- 12 : Canal de la Peyrade ↔ Tamaris
- 13 : Le Garrigou ↔ Route de Montbazin (ligne estivale)
- 14 : Centre Commercial ↔ Lo Solehau